# کردیان (شمیرانات)
کردیان روستایی از توابع بخش لواسانات شهرستان شمیرانات در استان تهران ایران است.

## جمعیت
این روستا در دهستان لواسان کوچک قرار دارد و براساس سرشماری مرکز آمار ایران در سال ۱۳۸۵، جمعیت آن ۴۰۰ نفر بوده است.